# 哈勒门站
哈勒门站（法語：Porte de Hal），副站名“马罗伦”（法語：Marolles），是布鲁塞尔地铁2、6号线与布鲁塞尔有轨电车3、4、51号线（准地铁）的车站，位于比利时布鲁塞尔首都大区布鲁塞尔城与圣希利斯交界处。

## 名称
该站得名于附近的哈勒门，副站名“马罗伦”则是得名于马罗伦街区。